# Harold Clarke
Harold Clarke (1888 – Christchurch, 11 marzo 1969) è stato un tuffatore britannico.
Ha rappresentato il Regno Unito ai Giochi olimpici di Londra 1908, Anversa 1920 e Parigi 1924. Nel 1924 ha vinto la medaglia di bronzo olimpica nel concorso della piattaforma alta maschile.

## Palmarès
- Giochi olimpici:

Parigi 1924: bronzo olimpica nella piattaforma alta maschile.